# 1908년 하계 올림픽 체조 남자 단체 기계 종합
틀:역대 올림픽 체조
1908년 하계 올림픽 체조 남자 단체 기계 종합은 1908년 하계 올림픽 체조의 두가지 세부종목 중 하나로, 1908년 7월 14일부터 16일까지 영국 런던 화이트시티 스타디움에서 열렸다. 8개국 254명의 선수가 참가하였다.

## 경기 방식
각 팀은 최소 16명에서 최대 40명으로 구성되었으며, 팀당 제한시간은 30분이었다. 연기가 시작되면 자유형 체조와 손기구를 사용할 수 있었다. 각 팀의 연기는 3명의 심판이 평가했으며, 각각 160점 만점으로 점수를 매겼다.
채점 기준은 '출전 선수들의 차림새와 입장'에 40점, '동작의 정확성, 스타일 등'에 60점, '선보인 동작의 신체적, 합리적 조합'에 60점이 걸려 있었다. 심판 3명의 점수를 총점으로 합산하였으며, 만점은 팀당 480점이었다.

## 결과
| 순위 | 국가     | 점수 |
| ---- | -------- | ---- |
| 1    | 스웨덴   | 438  |
| 2    | 노르웨이 | 425  |
| 3    | 핀란드   | 405  |
| 4    | 덴마크   | 378  |
| 5    | 프랑스   | 319  |
| 6    | 이탈리아 | 316  |
| 7    | 네덜란드 | 297  |
| 8    | 영국     | 196  |

## 선수 명단

### 스웨덴
| - 예스타 오스브링크 - 칼 베르틸손 - 얄마르 세데르크로나 - 안드레아스 세르빈 - 루돌프 데게르마르크 - 칼 폴케르 - 스벤 포르스만 - 에리크 그란펠트 - 칼 홀레만 - 닐스 헬스텐 | - 군나르 회예르 - 아르비드 홀름베리 - 칼 홀름베리 - 오스발드 홀름베리 - 후고 양케 - 욘 얄렌 - 구스타프 욘손 - 롤프 욘손 - 닐스 본 칸트소브 - 스벤 란드베리 | - 올레 란네르 - 악셀 융 - 오스발드 모베리 - 칼 마르틴 노르베리 - 에리크 노르베리 - 토르 노르베리 - 악셀 놀링 - 다니엘 놀링 - 예스타 올손 - 레오나르드 페테르손 | - 스벤 로센 - 구스타프 로셍크비스트 - 악셀 셰블롬 - 비르게르 쇠르비크 - 하콘 쇠르비크 - 칼 요한 스벤손 - 칼 구스타프 빙크비스트 - 닐스 비드포르스 |

### 노르웨이
| - 아르투르 아문센 - 칼 알베르트 안데르센 - 오토 아우텐 - 헤르만 보네 - 트뤼그베 뵈위에센 - 오스카르 뵈 - 콘라드 카를스루드 - 스베레 그뢰네르 - 하랄 할보르센 - 하랄 한센 | - 페테르 홀 - 오이겐 잉게브레첸 - 올레 이베르센 - 페르 마티아스 예스페르센 - 시구르드 요한네센 - 니콜라이 시에르 - 카를 클레트 - 토르 라르센 - 롤프 레프달 - 한스 렘 | - 안데르스 모엔 - 프리초프 올센 - 칼 알프레드 페데르센 - 폴 페데르센 - 시그바르 시베르첸 - 욘 스크라타스 - 하랄 스메드비크 - 안드레아스 스트란 - 올라프 시베르첸 - 토마스 토르스텐센 |

### 핀란드
| - 에이노 포르스트룀 - 오토 그란스트룀 - 요한 켐프 - 이바리 퀴코스키 - 헤이키 레흐무스토 - 요흔 린드로트 - 위리외 링코 - 에드바르드 린나 - 마티 마르카넨 - 칼레 미콜라이넨 | - 벨리 니에미넨 - 칼레 쿠스타 파시아 - 아르비 포흐얀패 - 아르네 포흐요넨 - 에이노 라일리오 - 알레 리피넨 - 아르노 사리넨 - 에이나르 사흘스테인 - 아르네 살로바라 - 토르스텐 산델린 | - 엘리스 시필래 - 빅토르 스메츠 - 카를로 소이니오 - 쿠르트 스텐베르그 - 배이뇌 티리 - 마그누스 베겔리우스 |

### 덴마크
| - 카를 안데르센 - 한스 브레드모세 - 옌스 시에비츠 - 아르보르 한센 - 크리스티안 한센 - 잉바르트 한센 - 에이나르 헤르만 - 크누 홀름 - 포울 홀름 - 올루프 후스테드닐센 | - 샤를레스 옌센 - 고름 옌센 - 헨드릭 요한센 - 하랄 클렘 - 로베르트 마드센 - 비고 마드센 - 루카스 닐센 - 올루프 올손 - 닐스 페테르센 - 니콜라이 필립센 | - 헨드릭 라스무센 - 빅토르 라스무센 - 마리우스 튀센 - 닐스 튀린 닐센 |

### 프랑스
| - 레옹 보가르 - 알베르 보리제 - 앙리 드 브레인 - 니콜라 콩스탕 - 샤를 쿠르투아 - 루이 들라트르 - 앙투안 들레스클뤼즈 - 루이 들레스클뤼즈 - 조르주 드마를 - 조제프 드루 | - 샤를 드마르셸리에르 - 카미유 드마르셸리에르 - 에드몽 다랑시 - 조르주 도네 - 에밀 뒤아멜 - A. 뒤퐁셸 - 폴 뒤랭 - 알퐁스 에그르몽 - G. 기오 - L. 엔네비크 | - 앙리 위베르 - 데지레 위델로 - E. 라비트 - L. 레스티엔 - 레몽 리 - 빅토르 마니에 - G. 니스 - 조제프 파랑 - 루이 파프 - 빅토르 폴리도리 | - 귀스타브 포티에 - 앙투안 피누아 - 루이 상드레 - 에두아르 슈몰 - 에밀 스테프 - E. 베르크뤼스 - 위고 베르쟁 - 에르네 비코뉴 - 쥘 왈메 - G. 와를루제르 |

### 이탈리아
| - 알프레도 아코르시 - 네모 아고디 - 움베르토 알리오리니 - 아드리아노 안드레아니 - 빈첸초 블로 - 플라미니오 보토니 - 브루토 부오치 - 조반니 보나티 - 피에트로 보르세티 - 아다모 보차니 | - 가스토네 칼라브레시 - 카를로 첼라다 - 티토 콜레바티 - 안토니오 코티키니 - 구이도 크리스토포리 - 스타니슬라오 디 키아라 - 조반니 가스페리니 - 아메데오 마르키 - 카를로 마르키안디 - 에토레 마사리 | - 로베르토 나르디니 - 가에타노 프레티 - 데초 파바니 - 지노 라벤나 - 마시모 리돌피 - 구스타보 타디아 - 잔네토 테르마니니 - 우고 사보누치 - 조아키노 바카리 |

### 네덜란드
| - 코르넬뤼스 베커르 - 미셸 빗 - 레이니어르 블롬 - 얀 더부르 - 얀 볼트 - 에마뉘엘 브라우어르 - 콘스탄테인 판달런 - 요한 플레머르 - 요하네스 회컬 - 이시도러 하우데컷 | - 디르크 얀선 - 얀 야코프 키프트 - 살로몬 코네인 - 헤르만 판레이우언 - 아브라함 목 - 아브라함 더올리베이라 - 요하네스 포스튀뮈스 - 요한 스밋 - 요나스 슬리르 - 요하네스 스티켈만 | - 헨드리퀴스 테이선 - 헤라르뒤스 베슬링 |

### 영국
| - 퍼시 베이커 - 로버트 보니 - 헨리 캐틀리 - 멜러 클레이 - 에드워드 클러프 - 제임스 코터렐 - 윌리엄 코윅 - G. C. 컬렌 - 프랭크 덴비 | - 허버트 드루리 - W. 피트 - 해리 길 - 아서 할리 - 알버트 호킨스 - 윌리엄 호어 - J. A. 호리지 - 헨리 허스킨슨 - J. W. 존스 - E. 저스티스 | - N. J. 케일리 - 로버트 레이콕 - 로버트 맥가 - J. 맥페일 - W. 매닝 - W. G. 메리필드 - 찰스 올데이커 - G. 패럿 - E. 파슨스 - 에드워드 리처드슨 | - 이르벤 로버트쇼 - 조지 로스 - 데이비드 스콧 - J. F. 심슨 - 월터 스킬스 - 조슈아 스페이트 - 허버트 스텔 - 찰스 시더맨 - 윌리엄 티트 - 찰스 비거스 | - 이노스 월턴 - H. 워터먼 - 에드거 왓킨스 - 존 휘태커 - F. 화이트헤드 |